# Iouri Kalachnikov
Pour les articles homonymes, voir Kalachnikov.
Iouri Kalachnikov - en russe : Юрий Калашников et en anglais Yuriy Kalashnikov - est un karatéka russe né le 30 octobre 1982 à Tioumen, connu pour avoir remporté la médaille de bronze en kumite individuel masculin moins de 60 kilos aux championnats du monde de karaté 2004 à Monterrey, au Mexique.

## Résultats
| Résultat           | Date            | Épreuve                   | Catégorie | Compétition                | Ville hôte              |
| ------------------ | --------------- | ------------------------- | --------- | -------------------------- | ----------------------- |
| Médaille de bronze | Novembre 2004   | Kumite individuel - 60 kg | Seniors   | Championnats du monde 2004 | Monterrey, au Mexique   |
| Médaille d'argent  | 23 juillet 2005 | Kumite individuel - 60 kg | Seniors   | Jeux mondiaux 2005         | Duisbourg, en Allemagne |